# گرپسکوه
گرپسکوه، روستایی در دهستان پسکوه بخش پسکوه شهرستان سیب و سوران در استان سیستان و بلوچستان ایران است.

## جمعیت
بر پایه سرشماری عمومی نفوس و مسکن در سال ۱۳۹۵، جمعیت این روستا برابر با ۴۳ نفر (۱۰ خانوار) بوده‌است.